# Karin Rührdanz
Karin Rührdanz (* 23. Mai 1949 in Greifswald) ist eine deutsche Kunsthistorikerin mit dem Spezialgebiet islamische Kunst.

## Leben
Karin Rührdanz legte 1967 ihr Abitur sowie die Facharbeiterprüfung als Betriebs- und Verkehrseisenbahner ab und begann ein Studium der Orientarchäologie an der Universität Halle. 1971 schloss sie ihr Studium mit dem Diplom ab und wurde Forschungsstudentin an der Universität Halle. Die Promotion erfolgte 1974 bei Burchard Brentjes, Ingrid Schulze und Ullrich Kuhirt mit einer Arbeit zum Thema Humanismus und Tradition in der modernen arabischen Malerei, die Promotion B folgte 1985 mit der Arbeit Die Entwicklung der persischen Manuskriptillustration vom 14. bis zum 16. Jahrhundert unter besonderer Berücksichtigung der in der DDR aufbewahrten Miniaturhandschriften. Rührdanz wurde außerordentliche Dozentin für Islamische Archäologie und Kunstgeschichte an der Hallenser Sektion für Orient- und Altertumswissenschaften, wo sie bis 1994 lehrte.
Zu Beginn der 2000er Jahre leitete sie das Projekt Islam und Integration beim Bildungsverein Elbe-Saale in Magdeburg. Von 2005 bis 2007 war sie am Projekt Islamische Kunstobjekte in Wiener Sammlungen beteiligt, bevor sie Anfang 2007 als Kuratorin für islamische Kunst an das Royal Ontario Museum und Professor of Islamic Art an die University of Toronto berufen wurde. Ende November 2015 trat sie in den Ruhestand.
Rührdanz forscht vorrangig zur Miniaturmalerei der islamischen Länder.

## Schriften
- Ismail Schammut, Henschelverlag, Berlin 1975 (Welt der Kunst).
- Bagdad, Hauptstadt der Kalifen, Urania, Leipzig-Jena-Berlin 1979 (Akzent-Reihe, Bd. 37).
- Mittelalterliche Malerei im Orient (Hrsg.), Abteilung Wissenschaftspublizistik der Martin-Luther-Universität, Halle 1982 (Wissenschaftliche Beiträge der Martin-Luther-Universität Halle-Wittenberg, 1982,22. I, Beiträge zu den Afrika- und Asienwissenschaften, Band 16).
- Orientalische illustrierte Handschriften aus Museen und Bibliotheken der Deutschen Demokratischen Republik, Islamisches Museum Berlin, Berlin 1984.
- Türkische Miniaturmalerei (= Seemann Kunstmappe). Seemann, Leipzig 1988, ISBN 3-363-00376-5.
- 15 Jahre Ausgrabungen in Karasura, Beier und Beran, Langenweissbach 2001 (Schriften des Zentrums für Archäologie und Kulturgeschichte des Schwarzmeerraumes, Bd. 1).